# Nord (Sudan)
Lo Stato Nord (in arabo الشمالية‎?; traslitterato dall'arabo: ash-Shamaliyah) che significa settentrionale cioè propriamente Lo Stato del Settentrione, è uno dei quindici wilayat o stati del Sudan. Ha una superficie complessiva di 348.765 km quadrati ed una popolazione di circa 600.000 persone (stima del 2000). Dongola è la sua capitale.
La città di Wadi Halfa, quartier generale delle forze Britanniche nella zona verso la fine del XIX secolo, e situata nel nord della provincia. Altri centri abitati sono Karima, Kurti, Kulb e Abri.
Nell'antichità Lo Stato Settentrionale del Sudan era conosciuto con il nome di Nubia.
| Controllo di autorità | BNF (FR) cb13618316z (data) |